# Butterup-Tuse Sogn
Butterup-Tuse Sogn er et sogn i Holbæk Provsti (Roskilde Stift). Det blev oprettet 2. december 2012 ved sammenlægning af Butterup Sogn og Tuse Sogn. 
I 1800-tallet var Tuse Sogn anneks til Butterup Sogn. Tuse Sogn hørte til Tuse Herred, Butterup Sogn til Merløse Herred, begge i Holbæk Amt. Butterup-Tuse sognekommune blev ved kommunalreformen i 1970 indlemmet i Holbæk Kommune.
I Butterup-Tuse Sogn ligger Butterup Kirke og Tuse Kirke.
I Butterup Sogn findes følgende autoriserede stednavne:
- Butterup (bebyggelse, ejerlav)
- Løvenborg (ejerlav, landbrugsejendom)
- Mosehuse (bebyggelse)
- Møsthuse (bebyggelse)
- Severinsminde (ejerlav, landbrugsejendom)
- Teglværkshuse (bebyggelse)

I Tuse Sogn findes følgende autoriserede stednavne:
- Allerup (bebyggelse, ejerlav)
- Nordenskov (bebyggelse)
- Tuse (bebyggelse, ejerlav)
- Tuse Huse (bebyggelse)